# 中国人民救国会
中国人民救国会，原为全国各界救国联合会，简称全救会或救国会，是统一战线中的左翼政派。

## 历史
1935年的《何梅协定》使国民政府党政军力量退出华北，华北特殊化危局深化，爆发了平津学生抗日救亡的一二九运动，国内抗日救亡运动空前高涨，中共领导的左翼文化运动根据《八一宣言》迅速转向建立文化界抗日救亡统一战线。1935年12月12日，陶行知与马相伯、胡愈之、沈钧儒、邹韬奋、王造时、李公朴等280余人联名发表《上海文化界救国运动宣言》，提出八项抗日主张。1936年1月，上海文化界救国会通过陶行知草拟的《上海文化界救国会国难教育方案》。1936年2月，以陶行知创办的教育机构为核心成立国难教育社，通过《国难教育社成立宣言》，张劲夫在国难教育社担任党团书记。
1936年5月31日在上海成立全国各界救国联合会。是以上海为中心的有广泛群众基础的全国性抗日救亡团体。宋庆龄、沈钧儒、邹韬奋、章乃器、李公朴、沙千里、史良、王造时、陶行知等15人被推选为常务委员。1936年7月15日，香港《生活日报》刊发了陶行知、邹韬奋、沈钧儒、章乃器四位救国会领导人联署的《团结御侮的几个基本条件与最低要求》一文，积极响应中国共产党建立抗日民族统一战线的《八一宣言》。 1936年8月10日，中国共产党在巴黎出版的中文报纸《救国时报》刊发了毛泽东回应章、陶、邹、沈四先生及救国会全体会员的公开信，表示“诚恳希望一致联合，共同斗争，以挽救祖国的生命”。陶行知在欧美两年多的时间里，向华人华侨和留学生全面宣传中国共产党的抗日民族统一战线主张，推动成立全美华侨救国会、1936年9月20日成立全欧华侨抗日救国会。
1941年参加中国民主政团同盟（后改称中国民主同盟），是民主同盟内部的进步力量。1945年日本二战投降后，改称中国人民救国会，致力于民主和平爱国运动。
中華人民共和國建国后，1949年12月18日，沈钧儒领导的中国人民救国会在北京、上海、广州三地同时举行茶话会，鉴于救国会的政治主张已全部实现，遂宣布中国人民救国会结束；并推举沈钧儒等九人组织中国人民救国会纪念委员会，办理永久纪念邹韬奋、陶行知、李公朴、杜重远及其他为救国运动而牺牲的同志的事项。